# Pomianowo (gromada)
Pomianowo – dawna gromada, czyli najmniejsza jednostka podziału terytorialnego Polskiej Rzeczypospolitej Ludowej w latach 1954–1972.
Gromady, z gromadzkimi radami narodowymi (GRN) jako organami władzy najniższego stopnia na wsi, funkcjonowały od reformy reorganizującej administrację wiejską przeprowadzonej jesienią 1954 do momentu ich zniesienia z dniem 1 stycznia 1973, tym samym wypierając organizację gminną w latach 1954–1972.
Gromadę Pomianowo z siedzibą GRN w Pomianowie utworzono – jako jedną z 8759 gromad na obszarze Polski – w powiecie białogardzkim w woj. koszalińskim na mocy uchwały nr 43/54 WRN w Koszalinie z dnia 5 października 1954. W skład jednostki weszły obszary dotychczasowych gromad Pomianowo, Buczek, Dargikowo, Klępino Białogardzkie i Zaspy Małe ze zniesionej gminy Pomianowo w tymże powiecie. Dla gromady ustalono 18 członków gromadzkiej rady narodowej.
1 stycznia 1958 do gromady Pomianowo włączono obszar zniesionej gromady Białogórzyno (oprócz wsi Nosówko) oraz wieś Zaspy Wielki ze zniesionej gromady Bukówko w tymże powiecie.
31 grudnia 1961 do gromady Pomianowo włączono obszar zniesionej gromady Dobrowo (oprócz wsi  Bukowo, Bukówko, Modrolas i Słonino) w tymże powiecie.
Gromada przetrwała do końca 1972 roku, czyli do kolejnej reformy gminnej. 1 stycznia 1973 w powiecie białogardzkim reaktywowano gminę Pomianowo.